# كاثي سميث (مدربة شخصية)
كاثي سميث (بالإنجليزية: Kathy Smith)‏ هي مدربة شخصية أمريكية، ولدت في 11 ديسمبر 1951 في أريزونا في الولايات المتحدة.

## وصلات خارجية
- الموقع الرسمي
- كاثي سميث على موقع IMDb (الإنجليزية)